# تپه برزه حاجی بیگ
تپه برزه حاجی بیگ مربوط به عصر آهن است و در شهرستان گیلانغرب، بخش گواور، دهستان گواور، ۱۷۰۰ متری جنوب غربی روستای باسکله در انبار واقع شده و این اثر در تاریخ ۲۷ اسفند ۱۳۸۶ با شمارهٔ ثبت ۲۲۴۱۵ به‌عنوان یکی از آثار ملی ایران به ثبت رسیده است.